# فردودگاه رالیگ
 فردودگاه رالیگ (به انگلیسی: Ralleigh Airstrip) یک فرودگاه همگانی است . این فرودگاه در کشور سورینام قرار دارد .